# Nadakaze (tàu khu trục Nhật)
Nadakaze (tiếng Nhật: 灘風) là một tàu khu trục thuộc lớp Minekaze được chế tạo cho Hải quân Đế quốc Nhật Bản ngay sau khi kết thúc Chiến tranh Thế giới thứ nhất. Chúng là những tàu khu trục hàng đầu của Hải quân Nhật trong những năm 1930, nhưng đã bị xem là lạc hậu vào lúc nổ ra Chiến tranh Thái Bình Dương, Nadakaze được xếp lại lớp như một tàu tuần tra vào năm 1940, và chỉ đảm trách vai trò tuần tra và hộ tống cho đến khi bị tàu ngầm Anh HMS Stubborn đánh chìm tại Đông Ấn thuộc Hà Lan, ngày 25 tháng 7 năm 1945.

## Thiết kế và chế tạo
Việc chế tạo lớp tàu khu trục kích thước lớn Minekaze được chấp thuận như một phần trong Chương trình Hạm đội 8-4 của Hải quân Đế quốc Nhật Bản trong giai đoạn năm tài chính 1917-1920, kèm theo lớp Momi cỡ trung vốn chia sẻ nhiều đặc tính thiết kế chung. Được trang bị động cơ mạnh mẽ, những con tàu này có tốc độ cao và được dự định hoạt động như những tàu hộ tống cho những chiếc tàu chiến-tuần dương thuộc lớp Amagi mà cuối cùng đã không được chế tạo.
Nadakaze, chiếc thứ năm của lớp tàu này, được chế tạo tại Xưởng hải quân Maizuru. Nó được đặt lườn vào ngày 9 tháng 1 năm 1920; được hạ thủy vào ngày 26 tháng 6 năm 1920; và được đưa ra hoạt động vào ngày 30 tháng 9 năm 1920.

## Lịch sử hoạt động
Sau khi hoàn tất, Nadakaze được phân về Quân khu Hải quân Yokosuka để hình thành nên Hải đội Khu trục 3 trực thuộc Hạm đội 2 Hải quân Đế quốc Nhật Bản. Trong những năm 1938-1939, Nadakaze được phân công tuần tra tại khu vực bờ biển Bắc và Trung của Trung Quốc nhằm hỗ trợ cho những nỗ lực của quân Nhật trong cuộc Chiến tranh Trung-Nhật. Đến tháng 12 năm 1938, Hải đội Khu trục 3 được giải thể và Nadakaze được đưa về lực lượng dự bị.

### Như làTàu tuần tra số 2
Vào tháng 4 năm 1940, sau khi được cải biến rộng rãi, Nadakaze quay trở lại hoạt động thường trực như một tàu tuần tra, và được đặt lại tên là Tàu tuần tra số 2 (tiếng Nhật: 第二哨戒艇, Dai-ni Shokaitei). Các sự cải biến bao gồm giảm bớt số nồi hơi xuống còn hai khiến tốc độ tối đa của nó chỉ còn 37 km/h (20 knot); số lượng hải pháo 120 mm (4,7 inch)/45 caliber Kiểu 3 giảm từ bốn còn hai khẩu, và mọi ống phóng ngư lôi được tháo dỡ. Thay vào đó, nó được bổ sung bốn khẩu đội phòng không 25 mm Kiểu 96 ba nòng cùng 18 mìn sâu. Phía đuôi tàu có thể chở theo hai xuồng đổ bộ Toku Daihatsu, có khả năng cho đổ bộ 250 thủy quân lục chiến.
Sau khi Chiến tranh Thái Bình Dương nổ ra, Tàu tuần tra số 2 được phân công nhiệm vụ tuần tra và hộ tống các đoàn tàu vận tải tại khu vực Philippines, Đông Ấn thuộc Hà Lan và quần đảo Solomon. Đến tháng 1 năm 1943, nó được điều về chính quốc Nhật Bản hộ tống các đoàn tàu vận tải đi lại giữa Moji, Takao, Sài Gòn, Manila và Singapore. Vào tháng 12 năm 1943, nó trở thành tàu hỗ trợ cho Lực lượng Đổ bộ Hải quân Đế quốc Nhật Bản tại Balikpapan, Borneo.
Ngày 25 tháng 7 năm 1945, Tàu tuần tra số 2 trúng phải ngư lôi phóng từ tàu ngầm Anh HMS Stubborn và bị chìm gần eo biển Lombok thuộc quần đảo Sunda Nhỏ tại Đông Ấn thuộc Hà Lan, ở tọa độ 07°06′N 115°42′Đ / 7,1°N 115,7°Đ. Những người còn sống sót dưới nước bị giết hại bằng súng máy.
Tàu tuần tra số 2 được rút khỏi danh sách Đăng bạ Hải quân vào ngày 30 tháng 9 năm 1945.